# Comfort Deluxe
Comfort Deluxe è l'album di debutto del gruppo finlandese pop rock The Crash, pubblicato dalla Warner nel 1999.

## Tracce
1. Sugared
2. World of My Own
3. Fidelity
4. Coming Home
5. Polar
6. Furious Boy
7. I Never Dance
8. Take My Time
9. Muse
10. Prophecy
11. Going Out

## Formazione
- Teemu Brunila - voce, chitarra
- Samuli Haataja - basso, voce
- Erkki Kaila - batteria
- Samuli "JJ" Jokinen - tastiere